# Luisa Muraro
Luisa Muraro (Montecchio Maggiore, 14 giugno 1940) è una filosofa, pedagogista, traduttrice e attivista italiana.

## Biografia
Dell'infanzia in provincia di Vicenza si trovano narrati alcuni episodi e aneddoti in diversi scritti di Luisa Muraro, ad esempio un divertente ricordo infantile del tempo della guerra e della Resistenza si trova in "Salti di gioia".
Sebbene inizialmente volesse dedicarsi allo studio delle lingue moderne, si laurea in Filosofia all'Università Cattolica di Milano, presso la quale inizia la carriera accademica. Come racconta lei stessa, il suo docente di riferimento era Gustavo Bontadini, mentre si è poi laureata in filosofia della scienza con Evandro Agazzi. Nella sua formazione universitaria, un ruolo centrale ha lo studio della linguistica ed in particolare di Ferdinand de Saussure cui dedica anche alcuni saggi pubblicati sulla "Rivista di filosofia neo-scolastica", tra il 1967 e il 1969.
Durante gli anni settanta, anche in rapporto alle vicende politiche di quegli anni, interrompe la carriera universitaria, iniziando ad insegnare nella scuola dell'obbligo. Qui dà vita insieme a Elvio Fachinelli e ad altri a un esperimento didattico di scuola "antiautoritaria": l'esperienza è documentata e fatta oggetto di riflessione nel libro L' Erba voglio: pratica non autoritaria nella scuola. In quegli stessi anni, con Fachinelli, Lea Melandri e altri, scrive sulla rivista che ha preso il nome dal libro citato, L'erba voglio.
A cavallo tra gli anni sessanta e gli anni settanta accade anche il suo incontro con i gruppi femministi di Milano, in primis il DEMAU (Demistificazione autoritarismo patriarcale) fondato nel 1965 da Daniela Pellegrini: inizialmente il nome dato da Daniela Pellegrini a questo gruppo era DaCapo (Donne a Capo e Donne Contro Autoritarismo Patriarcale). In questo gruppo Luisa Muraro entra a far parte nel 1970 e qui conosce anche Lia Cigarini. Con Lia Cigarini e molte altre fonda nel 1975 la Libreria delle donne di Milano, che diventerà una delle istituzioni storiche del femminismo italiano e che è aperta tuttora (2023). Di queste vicende esiste una narrazione che è anche un'elaborazione teorica delle poste in gioco simboliche che in esse si agitavano: si tratta del libro firmato dalla stessa Libreria delle donne di Milano e di cui Muraro è tra le autrici, Non credere di avere diritti. La generazione della libertà femminile nell'idea e nelle vicende di un gruppo di donne.
Dal 1976 vive a Milano, (coabita inizialmente con Daniela Pellegrini nella sua comune di donne), ha lavorato nel dipartimento di Filosofia dell'Università degli Studi di Verona dove, tra il 1983 e il 1984 è stata tra le fondatrici, insieme a Adriana Cavarero, Anna Maria Piussi, Elvia Franco e altre della comunità filosofica femminile "Diotima" (pr. Diòtima), che trae il nome dalla figura di Diotima di Mantinea, indicata da Socrate come propria fondamentale maestra nelle pagine del Simposio platonico. Tale comunità esiste tutt'oggi (2023) e ha acquisito negli anni sempre maggiore autorevolezza simbolica, testimoniata ad esempio dagli studi ad essa dedicati in Italia e all'estero, oltre che dall'attenzione riservata da parte del pubblico sia al Grande Seminario (organizzato tra ottobre e dicembre di ogni anno) sia ai volumi collettanei prodotti, che nel 2009 sono in numero di undici. Nel 1995 e nel 2001 pubblica, nella collana La dracma diretta da Adriana Valerio, i due volumi Lingua materna, scienza divina. Scritti sulla filosofia mistica di Margherita Porete e Le amiche di Dio dando, in questo modo, un importante contributo all'approfondimento del pensiero della differenza in ambito religioso.

## Pensiero
Il lavoro teorico di Luisa Muraro è legato al femminismo della "seconda ondata" (second wave) cioè al femminismo nato alla fine degli anni sessanta negli Stati Uniti e in Europa e che si distingue dal femminismo del XIX secolo impegnato per lo più (anche se non in ciascuna delle sue anime) nella rivendicazione puntuale di diritti civili e politici, ad esempio l'estensione anche alla donne del diritto di voto.
Il femminismo della seconda ondata (che, in Italia, ha tra le sue protagoniste Carla Lonzi, molte analisi della quale hanno influenzato anche Luisa Muraro) compie una critica più radicale della società data giacché è caratterizzato dall'affermazione che il sessismo ha condizionato e determinato anche le più generali strutture sociali e simboliche ricevute. Il legame con questo tipo di femminismo spiega perché Muraro non manchi mai, laddove fa riferimento al femminismo, di prendere le distanze dall'accezione oggi più diffusa di questo termine, cioè quella in base alla quale esso indicherebbe le politiche (statali) miranti a parificare la condizione socio-economica delle donne e degli uomini.
Pur senza negare il valore dell'uguaglianza di donne e uomini di fronte alla legge, il femminismo con cui il pensiero di Muraro è in rapporto imposta la questione in maniera diversa, insistendo sulla differenza tra donne e uomini come ciò su cui far leva per ridisegnare gli inquadramenti attraverso cui sono elaborate le varie regioni dell'esperienza umana, ad esempio la politica o il lavoro. Ad esempio, invece di cercare nella scarsa presenza di donne nel parlamento italiano una ragione per attivare cose come le cosiddette "quote rosa", occorre chiedersi se essa non consegua alla scelta libera di molte donne di dar corso diversamente al loro desiderio di un'attività politica. Il nucleo del cambio di prospettiva sta nel passare dalla ricerca dell'emancipazione alla capacità di vedere già all'opera nella realtà la libertà femminile.
Per le ragioni indicate, il pensiero di Muraro è talvolta etichettato come "femminismo della differenza" (come accade con il pensiero di Luce Irigaray, la filosofa belga le cui opere più importanti sono state tradotte in italiano proprio da Muraro), dove la "differenza" è la differenza sessuale. La denominazione, forse non particolarmente felice, può essere fraintesa: nel pensiero di Muraro non ha alcun ruolo la descrizione o l'elencazione delle presunte caratteristiche che apparterrebbero a tutte o alla maggior parte delle donne e che le distinguerebbero dall'insieme degli uomini, caratterizzati a loro volta da altri tratti; la differenza sessuale, cioè la differenza femminile e la differenza maschile sono piuttosto degli operatori facendo leva sui quali qualunque donna o qualunque uomo può ricontrattare gli inquadramenti e le elaborazioni di sé, di ciò che fa e di ciò che vive, ricevuti nel processo di socializzazione.
L'elaborazione offerta da Muraro del concetto di "differenza sessuale" dipende, come anticipato, da quella di Luce Irigaray e, ad esempio, da quella di Antoinette Fouque, mentre ha un legame spesso solo esteriore, quando non puramente verbale, con alcune note "filosofie della differenza" (che, per altro, non sono filosofie della differenza sessuale) come quella di Derrida o quella, diversa, di Gilles Deleuze.
Autrice di molte monografie, ha pubblicato numerosi saggi e articoli, ospitati in riviste accademiche, ma anche in quotidiani e riviste indirizzate al grande pubblico. Tra i suoi temi privilegiati vi è la ricostruzione di figure femminili della mistica cristiana, contribuendo per questa via anche a un'importante riflessione di ordine teologico sulla natura femminile di Dio.

## Opere
- La signora del gioco. Episodi della caccia alle streghe, Milano, Feltrinelli 1976
- Maglia o uncinetto. Racconto linguistico-politico sulla inimicizia tra metafora e metonimia, Milano, Feltrinelli, 1981, Roma, Manifesto libri 2004
- Diotima: Il pensiero della differenza sessuale, La Tartaruga, Milano 1987, Nuova edizione 2003
- L'ordine simbolico della madre, Roma, Editori Riuniti 1991, 2006
- Diotima: Oltre l'uguaglianza. Le radici femminili dell'autorità, Liguori, Napoli 1994
- Lingua materna, scienza divina. Scritti sulla filosofia mistica di Margherita Porete, Napoli, D'Auria 1995
- Lingua e verità in Emily Dickinson, Teresa di Lisieux, Ivy Compton-Burnett, Verona 1995
- Il Dio delle donne, Milano, Mondadori 2003
- Guglielma e Maifreda, Milano, La Tartaruga 1985, 2003
- La signora del gioco. La caccia alle streghe interpretata dalle sue vittime, Milano, La Tartaruga 2006
- Al Mercato della felicità, Milano, Mondadori 2009
- Tre Lezioni sulla differenza sessuale e altri scritti, Orthotes Editrice, Napoli 2011 (1994) ISBN 978-88-905619-0-0
- Non è da tutti. L'indicibile fortuna di nascere donna, Carocci editore, Roma, 2011 ISBN 978-88-430578-2-5
- Dio è violent, Nottetempo, 2012 ISBN 978-88-7452-361-0
- Autorità, Rosenberg & Sellier, 2013 ISBN 978-88-7885-184-9
- Le amiche di Dio. Margherita e le altre, Orthotes Editrice, Napoli-Salerno 2014 (2001) ISBN 978-88-97806-45-5